# Jamésie
Jamésie – terytorium równoważne z regionalną gminą hrabstwa (territoire équivalent à une municipalité régionale de comté, TÉ) w regionie administracyjnym Nord-du-Québec prowincji Quebec, w Kanadzie. Jamésie jest jedną z trzech części składowych regionu Nord-du-Québec.
Terytorium ma 14 139 mieszkańców. Język francuski jest językiem ojczystym dla 96,8%, angielski dla 1,6% mieszkańców (2011).
W skład terytorium wchodzą:
- gmina Baie-James (zajmująca 99,7% powierzchni TÉ)
- miasto Lebel-sur-Quévillon
- miasto Matagami
- miasto Chapais
- miasto Chibougamau (w której mieszka 50,9% ludności terytorium)